# Arcis-sur-Aube
Arcis-sur-Aube – miejscowość i gmina we Francji, w regionie Grand Est, w departamencie Aube.
Według danych na rok 1990 gminę zamieszkiwało 2855 osób, a gęstość zaludnienia wynosiła 301 osób/km².

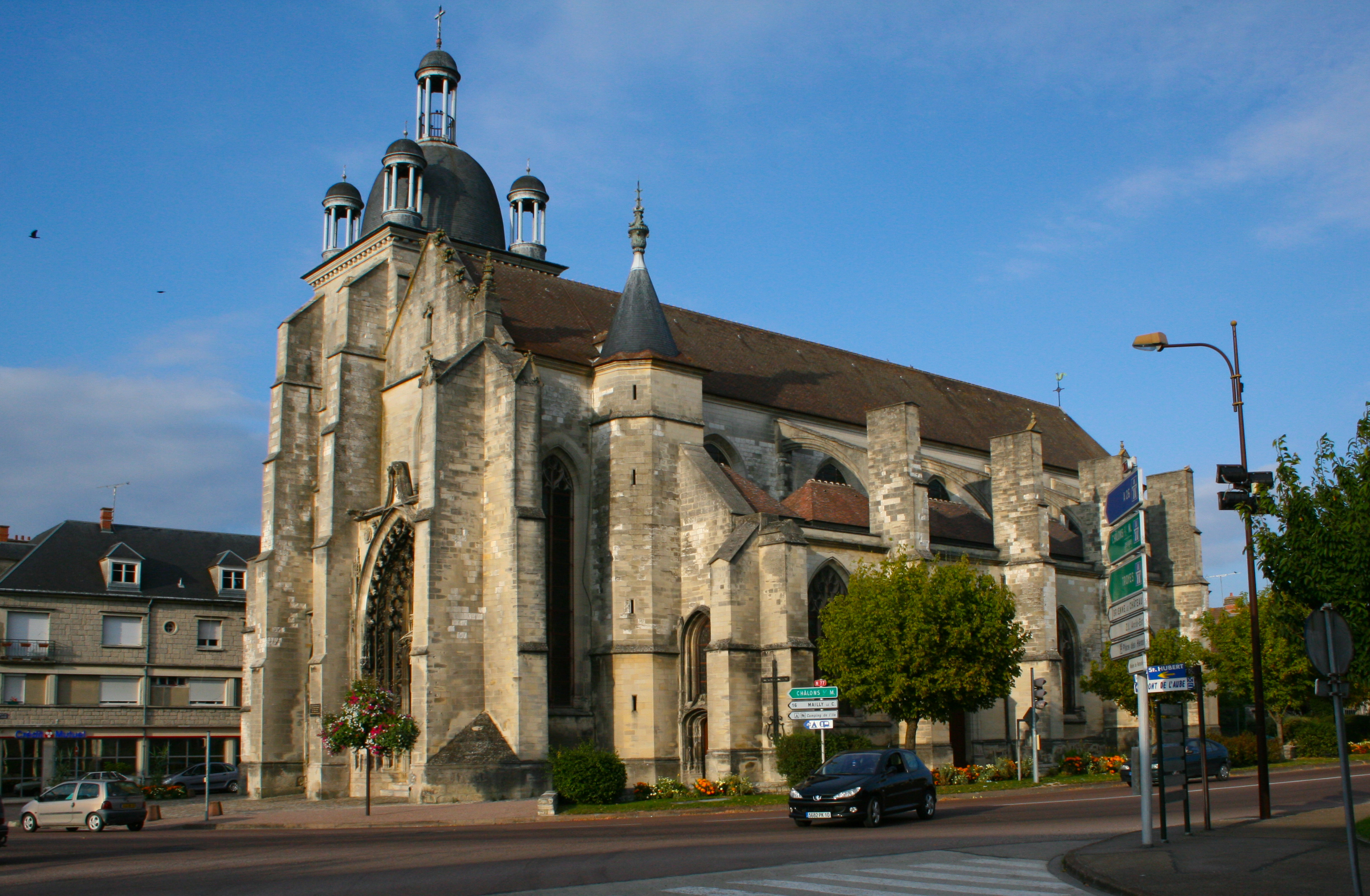
Kościół w Arcis-sur-Aube, 2007